# SK电讯
SK电讯（或 ）是韩国的一家移动通讯运营商，母公司为SK集团。
SK电讯前身為1984年成立的「韓國行動電信服務公司」（한국 이동 통신 서비스），為國營韓國電信（今KT）旗下的行動通訊公司，經營呼叫器與汽車電話服務。1988年7月開始在首爾營運AMPS行動電話服務，1991年服務範圍擴及全韓國。1993年韓國電信售出其持股，1994年由鮮京集團（今SK集團）成為最大股東，1997年1月成為SK集團旗下公司並更名為「SK電訊」。是韩国最大的移动通讯运营商，2008年拥有50.5%的市场份额。

## 相關電視節目
- 2018年8月23日 MBC 《公司食堂》EP5